# Кримичау
Кримичау (њем. Crimmitschau) град је у њемачкој савезној држави Саксонија. Једно је од 33 општинска средишта округа Цвикау. Према процјени из 2010. у граду је живјело 21.392 становника. Посједује регионалну шифру (AGS) 14524030.

## Географски и демографски подаци
Кримичау се налази у савезној држави Саксонија у округу Цвикау. Град се налази на надморској висини од 240-361 метра. Површина општине износи 61,0 km². У самом граду је, према процјени из 2010. године, живјело 21.392 становника. Просјечна густина становништва износи 350 становника/km².

## Међународна сарадња
| Мјесто                 | Држава   | Врста сарадње | Од    |
| ---------------------- | -------- | ------------- | ----- |
|                        | Румунија | пријатељство  | 1995. |
| Бистрице на Пернштејну | Чешка    | партнерство   | 1971. |
| Извор                  |          |               |       |